# Bibliothèque classique de la liberté
Die Bibliothèque classique de la liberté (Klassische Bibliothek der Freiheit) ist eine moderne französische Buchreihe mit Werken zur politischen Philosophie. Sie wird von Alain Laurent herausgegeben und erscheint bei Les Belles Lettres in Paris. In der Reihe erschienen bereits über 30 Bände.
In ihr werden Werke veröffentlicht, die noch nicht ins Französische übersetzt oder seit ihrem ursprünglichen Erscheinen nie wieder aufgelegt wurden und die den Verlagsangaben zufolge einen Meilenstein in der Geschichte der liberalen Ideen im weitesten Sinne darstellen: von Benjamin Constant bis Ortega y Gasset und Ayn Rand und von John Stuart Mill bis Hayek oder Margaret Thatcher.
Eine der Bände ist beispielsweise C.I.E.L.: Un combat intellectuel antitotalitaire (1978–1986) über einen antitotalitären intellektuellen Kampf der Jahre 1978–1986, in dem im Januar 1978 150 Akademiker, Schriftsteller und Künstler aller Disziplinen und politischen Richtungen unter der Schirmherrschaft von Raymond Aron (1905–1983) ein aufsehenerregendes Manifest mit dem Titel La liberté ne se discute pas. La culture contre le totalitarisme („Freiheit lässt sich nicht diskutieren. Kultur gegen Totalitarismus“) veröffentlichen, an dessen Ende die Schaffung eines Comité des Intellectuels pour l’Europe des Libertés („Komitee der Intellektuellen für ein Europa der Freiheit“; frz. Abkürzung: C.I.E.L.) angekündigt wird.

## Bände
Die folgende Übersicht erhebt keinen Anspruch auf Aktualität oder Vollständigkeit:
- Ludwig von Mises: Abrégé de L’Action humaine, traité d’économie
- Walter Lippmann: La Cité libre
- Ayn Rand: Une Philosophie pour vivre sur la Terre
- Pierre-Joseph Proudhon: Liberté, partout et toujours
- José Ortega y Gasset: Le Thème de notre temps
- Lord Acton: Le Pouvoir corrompt (Sur l’étude de l’histoire / L’histoire de la liberté dans l’Antiquité / L’histoire de la liberté dans le christianisme.)
- Ayn Rand: La Vertu d’Égoïsme
- C.I.E.L.: Un combat intellectuel antitotalitaire (1978–1986)
- Alain Laurent: L’Autre Individualisme: Une anthologie
- Margaret Thatcher: Discours (1968–1992)
- John Stuart Mill: Principes d’économie politique avec leurs applications en philosophie sociale: Extraits des livres IV et V
- John Stuart Mill: Sur le socialisme
- Alexis de Tocqueville : Contre le droit au travail
- Bertrand de Jouvenel: Éthique de la redistribution
- Michel Chevalier: L’Économie politique et le socialisme (1849) suivi de Accord entre l’économie politique et la morale (1850)
- Franz Oppenheimer: Moyens économiques contre moyens politiques
- Albert Schatz: L’Individualisme économique et social
- Les Penseurs libéraux (von Milton (1608–1674) bis Aron (1905–1983) und Nozick (1938–2002), les textes fondateurs du libéralisme)
- Lysander Spooner: Plaidoyer pour la propriété intellectuelle
- Murray Rothbard: L’Éthique de la liberté
- José Ortega y Gasset: La Révolte des masses
- Wilhelm Röpke: Au-delà de l’offre et de la demande
- Frédéric Bastiat: Pamphlets
- Friedrich A. Hayek: Nouveaux essais de philosophie, de science politique, d’économie et d’histoire des idées
- Édouard Laboulaye: Le Parti libéral, son programme et son avenir suivi de La Liberté d’enseignement et les projets de loi de M. Jules Ferry
- Friedrich A. Hayek: Essais de philosophie, de science politique et d’économie
- Michael Oakeshott: Morale et politique dans l’Europe moderne
- Thomas Jefferson: Écrits politiques
- Bruno Leoni: La Liberté et le Droit
- Yves Guyot: La Tyrannie collectiviste
- Jacques Necker: Réflexions philosophiques sur l’égalité
- Frédéric Bastiat: Sophismes économiques
- Benjamin Constant: Commentaire sur l’ouvrage de Filangieri
- Wilhelm von Humboldt : Essai sur les limites de l’action de l’Etat